# Mursa disparatalis
Mursa disparatalis är en fjärilsart som beskrevs av Walker 1865. Mursa disparatalis ingår i släktet Mursa och familjen nattflyn. Inga underarter finns listade i Catalogue of Life.